# SWEET DREAMS (松任谷由実の曲)
『SWEET DREAMS』（スウィート・ドリームス）は、松任谷由実（ユーミン）の22枚目のシングル。
1987年11月5日に東芝EMIからリリースされた（EP：RT07-2030、CT：ZX10-6013、CDS：CT10-2003・XT10-2386）。シングルカセットのみオリジナル・カラオケを収録。
1988年2月25日に東芝EMI第一弾CDシングルシリーズとして再リリースするもalbum mixで収録。1989年6月28日にCDシングルとしてsingle mixで再リリース。
19枚目のオリジナルアルバム『ダイアモンドダストが消えぬまに』にalbum mixで収録。

## 解説
- 「SWEET DREAMS」は、1987年三菱自動車「新型ミラージュ」のコマーシャルソング。1991年映画『波の数だけ抱きしめて』劇中歌。宣伝コピーは「あまく せつなく やるせなく」。またプロモーションビデオが作成されており、ユーミンは映画館で上映フィルムの整理をしているスタッフを演じている。尚このPVには映画『あなたがいたら/少女リンダ』のシーンが使用されている。現在では、ユーミンの公式YouTubeチャンネル及びApple Music内にて視聴することが出来る。
- 「SATURDAY NIGHT ZOMBIES」は、フジテレビ系『オレたちひょうきん族』のエンディングテーマ。番組で使用しているのは2番の歌詞である。番組にゲスト出演した際、魔女の格好でこの曲を歌った。六本木にある実在のバーがモデル。
- オリコンチャートの登場週数は12週、チャート最高順位は週間7位、累計7.6万枚のセールスを記録した[1]。

## 収録曲
- Side A SWEET DREAMS (single mix)
- Side B SATURDAY NIGHT ZOMBIES (single mix)

作詞・作曲：松任谷由実　編曲：松任谷正隆

## 参加ミュージシャン
- ドラム：江口信夫（#B）
- エレクトリック・ギター：松原正樹
- キーボード：松任谷正隆
- シンクラビア・プログラミング：武新吾
- パーカッション：斉藤ノブ
- コーラス：桐ヶ谷仁（#A）、桐ヶ谷"Bobby"俊博（#A）、白鳥英美子（#A）、LEONA（#B）、CLARA（#B）、LILICA（#B）、松任谷由実（#B）